# Miguel Murillo
No confundir con el también futbolista colombiano Miguel Ángel Murillo actualmente en el Deportivo Cali.
Miguel Antonio Murillo (San Pedro de Urabá, Colombia, 3 de julio de 1988) es un futbolista colombiano. Juega como delantero.

## Trayectoria

### Juventud de Las Piedras
Empezó jugando en el equipo amateur Atlético Colombia, luego pasaría unos meses sin jugar hasta que fue contratado por el equipo uruguayo Juventud de Las Piedras, de la Segunda División Profesional de Uruguay, contando con 17 años. Empezó jugando como enganche y luego pasaría de delantero. Con el equipo uruguayo ganó un Torneo Internacional, fue el Carnevale Di Viareggio en Italia en la categoría Sub-20 en 2006. Jugando en dicho Torneo contra el Internazionale, Cisco Roma, Treviso, Ternana y Juventus, a quién vencerían en la final. En 2009 descendería con Juventud.

### Olmedo
El 24 de septiembre de 2015 tras dos meses en el club, se le rescindió su contrato se marcha del club ecuatoriano sin lograr anotar.

### Al-Faisaly
El 30 de enero de 2016 firma contrato con el Al-Faisaly y realiza su primer entrenamiento.

El 6 de febrero juega su primer encuentro con el equipo ingresando a los 57 minutos en la derrota 1-2 por Al-Ahli.

## Selección nacional
- Jugó para la selección Sub-16 de Colombia.
- Fue parte de la preselección en el 2004, que era dirigida por Eduardo Lara.

## Clubes
| Club             | País     | Año         |
| ---------------- | -------- | ----------- |
| Juventud         | Uruguay  | 2006 - 2010 |
| El Tanque Sisley | Uruguay  | 2010 - 2012 |
| Audax Italiano   | Chile    | 2013 - 2014 |
| El Tanque Sisley | Uruguay  | 2014 - 2015 |
| Olmedo           | Ecuador  | 2015        |
| Al-Faisaly       | Jordania | 2016        |
| Atlético Huila   | Colombia | 2016 - 2017 |
| Real Cartagena   | Colombia | 2018 - 2019 |

## Palmarés
- Subcampeón de la Liga de Jordania con el Al-Faisaly.